# Hong Kong nos Jogos Olímpicos de Verão de 2012
Hong Kong competiu nos Jogos Olímpicos de Verão de 2012, que aconteceram na cidade de Londres, no Reino Unido, de 27 de julho até 12 de agosto de 2012.

## Desempenho

### Badminton
Masculino
| Atleta       | Prova   | Ronda dos 64           | Ronda dos 32           | Ronda dos 16           | Quartos-finais         | Semifinais             | Final                  | Final |
| Atleta       | Prova   | Adversário e resultado | Adversário e resultado | Adversário e resultado | Adversário e resultado | Adversário e resultado | Adversário e resultado | Pos.  |
| ------------ | ------- | ---------------------- | ---------------------- | ---------------------- | ---------------------- | ---------------------- | ---------------------- | ----- |
| Wong Wing Ki | Simples |                        |                        |                        |                        |                        |                        |       |

### Halterofilismo(1 atleta)
Feminino
| Atleta   | Evento | Arranque (kg) | Arremesso (kg) | Total (kg) | Posição |
| -------- | ------ | ------------- | -------------- | ---------- | ------- |
| Yu Weili | -53kg  | 90,0          | 105,0          | 195,0      | 9º      |

### Natação
Feminino
| Atletas              | Evento          | Eliminatórias | Eliminatórias | Semifinal   | Semifinal   | Final       | Final       |
| Atletas              | Evento          | Tempo         | Posição       | Tempo       | Posição     | Tempo       | Posição     |
| -------------------- | --------------- | ------------- | ------------- | ----------- | ----------- | ----------- | ----------- |
| Hannah Wilson        | 100 m livre     | 55s33         | 21º           | Não avançou | Não avançou | Não avançou | Não avançou |
| Sze Hang Yu          | 200 m livre     | 1min59s92     | 23º           | Não avançou | Não avançou | Não avançou | Não avançou |
| Hoishun Stephanie Au | 100 m costas    | 1min04s31     | 39º           | Não avançou | Não avançou | Não avançou | Não avançou |
| Hoishun Stephanie Au | 200 m costas    | 2min18s47     | 36º           | Não avançou | Não avançou | Não avançou | Não avançou |
| Hannah Wilson        | 100 m borboleta | 59s59         | 30º           | Não avançou | Não avançou | Não avançou | Não avançou |

### Remo
Masculino
| Equipe                       | Evento           | Eliminatórias | Eliminatórias | Repescagem | Repescagem | Quartas     | Quartas     | Semifinal | Semifinal | Final   | Final                |
| Equipe                       | Evento           | Tempo         | Posição       | Tempo      | Posição    | Tempo       | Posição     | Tempo     | Posição   | Tempo   | Posição (Pos. final) |
| ---------------------------- | ---------------- | ------------- | ------------- | ---------- | ---------- | ----------- | ----------- | --------- | --------- | ------- | -------------------- |
| So Sau Wah                   | Skiff simples    | 7m15s91       | 6º R          | 7m13s75    | 3º S E/F   | Não avançou | Não avançou | 7m44s20   | 1º FE     | 7m29s35 | 1º (25º)             |
| Leung Chun Shek Lok Kwan Hoi | Skiff duplo leve | 6m59s52       | 5º R          | 6m47s04    | 4º S C/D   |             |             | 7m13s67   | 3º FC     | 7m00s01 | 6º (18º)             |

### Tiro
Feminino
| Atleta    | Evento                | Qualificação | Qualificação | Final       | Final       | Posição |
| Atleta    | Evento                | Placar       | Posição      | Placar      | Total       | Posição |
| --------- | --------------------- | ------------ | ------------ | ----------- | ----------- | ------- |
| Ip Pui Yi | Pistola de ar de 10 m | 346          | 49º          | Não avançou | Não avançou | 49º     |

### Tiro com arco(1 atleta)
| Atleta             | Prova                | Rodada de classificação | Rodada de classificação | Ronda dos 64                              | Ronda dos 32           | Ronda dos 16           | Quartos-finais         | Semifinais             | Final                  | Final       |
| Atleta             | Prova                | Placar                  | Pos.                    | Adversário e resultado                    | Adversário e resultado | Adversário e resultado | Adversário e resultado | Adversário e resultado | Adversário e resultado | Pos.        |
| ------------------ | -------------------- | ----------------------- | ----------------------- | ----------------------------------------- | ---------------------- | ---------------------- | ---------------------- | ---------------------- | ---------------------- | ----------- |
| Kar Wai Calvin Lee | Individual masculino | 637                     | 60º                     | JPN T. Furukawa D 2-0, 2-0, 0-2, 0-2, 0-2 | Não avançou            | Não avançou            | Não avançou            | Não avançou            | Não avançou            | Não avançou |